# The 'Simple Life' Cure
The 'Simple Life' Cure è un cortometraggio muto del 1914 diretto da Hay Plumb.

## Trama
Un uomo di città cerca la natura e la semplice vita di campagna ma non regge molto e poco dopo torna a casa.

## Produzione
Il film fu prodotto dalla Hepworth.

## Distribuzione
Distribuito dalla Hepworth, il film - un cortometraggio di 221 metri - uscì nelle sale cinematografiche britanniche nel febbraio 1914.
Fu distrutto nel 1924 dallo stesso produttore, Cecil M. Hepworth. Fallito, in gravissime difficoltà finanziarie, Hepworth pensò in questo modo di poter almeno recuperare il nitrato d'argento della pellicola.